# Eusebi Cort i Mestres
Eusebi Cort i Mestres (Reus, 15 de desembre de 1840 - Madrid, 18 d'octubre de 1892) va ser un escriptor, periodista i traductor català.
Era fill de Jaume Cort, veler (teixidor de vels de seda), i de Josepa Mestres, tots dos de Reus. El seu pare va morir a Salou l'any 1863 quan intentava salvar una persona que s'estava ofegant. Després d'estudiar magisteri, carrera que de moment no va exercir, va treballar com a periodista a Buenos Aires i al Principat. El 1869 va anar a viure a Barcelona dos anys i després a Montevideo.
L'any 1881 treballava com a mestre a L'Espluga de Francolí. Va ser un dels escriptors més actius a l'Eco del Centro de Lectura on publicava poemes seus i, l'any 1862, traduccions de Virgili, Tommaso Grossi, Vicente Barrantes, Eulogio Florentino Sanz i una trentena de poemes de Victor Hugo. Posteriorment també en va publicar algunes a La Ilustració Catalana i a La Pàtria Catalana, de Valls, els anys 1880 i 1881. A Buenos Aires va publicar l'any 1880 un recull de traduccions de Victor Hugo. L'erudit reusenc Joaquim Santasusagna diu que aquestes traduccions de Victor Hugo són molt belles, i que el català de Cort agafa aires de normalitat en adaptar-se al francès. Va escriure també sobre temes d'ensenyament, textos que publicava a revistes de la península i d'Amèrica. Un germà seu, Jaume Cort, va ser músic i director de corals.